# Puntos (juego de papel y lápiz)
Puntos (en checo: Židi, en polaco: Kropki, en ruso: Точки) es un juego de estrategia abstracto, para dos o más personas en una hoja de papel cuadriculado. El juego se parece superficialmente al juego Go, excepto que las piezas (puntos) no son capturadas, y el objetivo primario de puntos está en capturar las piezas (puntos) del enemigo encerrándolas con una línea continua de los puntos propios separados a uno de distancia. Una vez rodeado, los puntos no son jugables (no se pueden usar para rodear).

## Reglas

Ejemplo de un principio de juego

### Tablero
Los puntos se juega en una cuadrícula de tamaño finito, normalmente 39x32 (estándar de las hojas cuadriculadas en Rusia) pero puede ser cualquier medida. Los jugadores van por turnos para colocar un punto de su color (normalmente rojo y azul) en intersecciones vacías de la cuadrícula.

### Regla de captura
Si un punto nuevo colocado completa una cadena cerrada de puntos del mismo color qué encierra al menos uno de los puntos de enemigo, entonces todo el interior de área  está rodeado. Para formar una cadena de puntos tienen que ser adyacentes (o vulgarmente dicho pegados) verticalmente, horizontalmente o diagonalmente. La cuenta de puntuación del jugador que rodea aumenta con el total de puntos enemigos (pero sus puntos propios no cuentan). Todo los puntos cerrados y las intersecciones vacías están excluidos para poder jugarse posteriormente (tanto poner puntos nuevos, hacer nuevas áreas o sumarlos a la puntuación si son rodeados nuevamente). Para marcar el área rodeada, el jugador tiene que dibujar una línea de bordea a través de todos sus puntos (para hacerlo más visual  pueda también pintar el interior de área él).

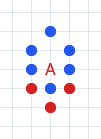
Azul no puede capturar área vacía sin puntos rojos. Debido a este, el jugador rojo está acechando para jugar en A y capturar uno punto azul.

Nota, los jugadores no pueden rodear áreas que no tienen puntos del adversario en el interior. Como consecuencia el adversario puede utilizar intersecciones vacías de dentro para completar su propia cadena. Aun así, si uno coloca un punto en el área vacía rodeada por el adversario y puede no utilizarlo inmediatamente para rodear, entonces este punto puede ser capturado por el adversario (esta clase de movimiento suicida nunca es bueno pero no está prohibido).
A menudo  hay más de una manera de escoger una cadena para encerrar de puntos. Jugado con bolígrafo y papel, los jugadores son libres de escoger el que más les guste. No obstante, cuándo el juego está jugado en un ordenador, para simplificar entrada de usuario, el programa normalmente automáticamente rodea el área mínima. En algunos casos esto puede ser explotado tácticamente como una  ventaja.

### Final
El objetivo del juego es para capturar más puntos que adversario. En los orígenes de Puntos, el juego era normalmente jugados con hojas de papel y bolígrafos hasta que uno de los jugadores se rinde. Aun así esta manera informal de acabar el juego, no se puede aplicar en juego competitivo. Hoy en día casi siempre se utiliza una regla de base que se describe a continuación.
Los grupos continuos de puntos que tocan el borde del campo no pueden ser capturados sin importar cuántos movimientos haga el oponente. Se dice que estos puntos están "conectados a tierra". En cualquier momento del juego cualquiera de los dos jugadores puede detener el juego, lo que es una forma de decir "Todos los puntos que quiero conservar están enraizados. Puedes llevarte todo lo demás". Después de eso, el oponente puede hacer tantas jugadas como quiera para capturar todos los puntos restantes que pueda. El juego termina y quien haya capturado más puntos gana. En una partida que esta perdida, los jugadores suelen rendirse antes de que su oponente tenga que aplicar explícitamente esta regla.

### Posición inicial
Si uno de los jugadores coloca alguno de sus puntos tocando el borde, ninguno de ellos podría ser nunca capturado. Para impedir situaciones forzadas, normalmente se juega en cualquier de posición inicial o restringidos a alguna área alrededor del centro del campo. La posición inicial más popular es una cruz . Otro popular unos son la cruz doble o cuatro cruces colocadas aleatoriamente (ver imagen). La tendencia general es: a más cruces son inicialmente colocadas en el tablero, más activo será, menos probable de acabar en un sorteo, y más desafiando el juego para ambos jugadores será.
- Datos: Q580697
- Multimedia: Dots (game) / Q580697